# Миколай Ружинський
Миколай Остафійович Ружинський (*д/н —†1592) — князь, київський войський (1591-1592), козацький ватажок, кошовий отаман і гетьман низовий 1587 року.

## Життєпис
Походив з литовсько-українського роду князів Ружинських. Молодший син князя Остафія Ружинського і Богдани Олізар-Волчкевич. Разом з братами Богданом і Кириком брав участь у захисті Волині від нападів татар. 1587 року разом з братом Кириком вбив у Луцьку шляхтича Олександра Комара й відразу ж утік на Запорожжя, рятуючись від судового покарання. Того ж року обирається гетьманом низовим (кошовим отаманом) Запорозького війська. Але на цій посаді не відзначився значними походами. Тому вже наступного року поступився владою Гаврилу Голубку.
1590 року перебрався на Київщину, а невдовзі повернувся до рідних володінь. У 1591 році на місці с. Щербів заснував м. Новий Ружин. Того ж року призначається войським Київського воєводства. Помер на цій посаді 1592 року.